# Santa María de Ascaso
Santa María es una pardina española actualmente perteneciente al municipio de Boltaña, en la provincia de Huesca. Pertenece a la comarca del Sobrarbe, en la comunidad autónoma de Aragón.

## Localidad
Se encuentra a 800 metros por la carretera N-260 de Ascaso, constando de una vivienda con una inscripción y reloj de sol. El edificio incluye anexo an la parte trasera una capilla dedicada a Santa María. El complejo incluía otras instalaciones como corrales, yerberos y pajares. El conjunto en la actualidad es propiedad del COMENA, de la Diputación Provincial de Huesca.

## Historia
El edificio se fecha en el siglo XIX de acuerdo a la inscripción del edificio, si bien su datación es debatida. La localidad quedó despoblada en la década de 1930. En la política de instituciones forestales como el ICONA, terrenos como el de la localidad fueron adquiridos por instituciones públicas, llevando a su actual propiedad por el COMENA.

## Medio Ambiente
El espacio alberga formaciones de sabinas y bojes de interés dentro de la cuenca del río Ara, lo que llevó a la designación de 191.6 Ha como Lugar de Interés Comunitario (LIC) en 2006. Otras especies vegetales presentes incluyen los arbustos Ilex aquifolium y Gentiana lutea.
El ecosistema pirenaico resultante es de interés para numerosas especies de fauna. Así, es hábitat para el Lucanus cervus, mayor escarabajo europeo, los anfibios Epidalea calamita, Euproctus asper y Pelodytes punctatus y la serpiente Coronella austriaca. Igualmente es un posible refugio para mamíferos como el corzo y el jabalí. El espacio es un refugio importante para la avifauna, con cuareintaydos especies de aves listadas, así como tres especies de murciélagos. Por su cercanía al río Ara, se ha listado también como área de interés para la nutrias y la presencia de la trucha.